# Pentagonia pinnatifida
Pentagonia pinnatifida är en måreväxtart som beskrevs av Berthold Carl Seemann. Pentagonia pinnatifida ingår i släktet Pentagonia och familjen måreväxter. Inga underarter finns listade i Catalogue of Life.